# Roodkapdikbekje
Het roodkapdikbekje (Melopyrrha portoricensis synoniem: Loxigilla portoricensis) is een zangvogel uit de familie Thraupidae (tangaren).

## Kenmerken
De vogel is 16,5 tot 19 cm lang. Volwassen vogels zijn overwegend zwart met kleine, helder rode vlekken op de keel, kruin en onderstaartdekveren. Onvolwassen vogel zijn bruin.

## Verspreiding en leefgebied
De vogel komt voor op Puerto Rico. De leefgebieden liggen in dichte bossen met struikgewas. De vroeger als ondersoort beschouwde M. p. grandis is uitgestorven op het eiland Saint Kitts (Kleine Antillen).